# مسجد کمالی قوژد
مسجد کمالی قوژد یک اثرملی-مذهبی مربوط به دوره قاجار است .این بنا در شهرستان گناباد، بخش مرکزی، روستای قوژد واقع شده و در تاریخ ۱۹ مرداد ۱۳۸۴ با شمارهٔ ثبت ۱۲۹۱۰ به‌عنوان یکی از آثار ملی ایران به ثبت رسیده است.